# 珠緋鯉
珠緋鯉為輻鰭魚綱鱸形目鱸亞目鬚鯛科緋鯉屬的其中一種，分布印度洋區，包括紅海、東非、斯里蘭卡、澳洲西北部海域，棲息深度8-50公尺，體長可達11公分，生活在礁石區，屬肉食性。